# Pierre Nigay (homme politique)
Pour les articles homonymes, voir Pierre Nigay.
Pierre Nigay, né le 8 avril 1903 à Paris (Seine) et mort le 29 juin 1973 à Vichy (Allier), est un homme politique français. Il fut député radical socialiste de l'Allier entre 1951 et 1955.

## Biographie
Après des études secondaires à Toulon, Pierre Nigay suis les traces de son père et poursuit en médecine, à Paris.
C'est pendant ces années d'études qu'il commence à s'engager, du côté des jeunes radicaux et dans les associations d'étudiants. Médecin-chef sur des paquebots après son doctorat, obtenu en 1929, il s'installe à Vichy, d'où son père est originaire, en 1931, et travaille dans son cabinet ainsi qu'à l'hôpital thermal.
En 1935, il est élu conseiller municipal.
Engagé volontaire en 1940, il sert comme médecin-lieutenant. Il participe ensuite à la résistance, au sein de l'organisation de résistance de l'armée. Son action pendant la guerre lui vaut la croix de guerre.
En 1945, il retrouve le conseil municipal de Vichy, et sera réélu en 1947.
En novembre 1946, il mène la liste du parti radical-socialiste dans l'Allier pour les législatives, mais n'est pas élu. Cela ne l'empêche pas de devenir vice-président de son parti l'année suivante.
Candidat malheureux aux sénatoriales de novembre 1948, il accède enfin à un mandat parlementaire en 1951. Tête de liste du parti radical, il n'obtient que 11,3 % des voix, mais l'apparentement avec les partis de la « troisième force » (SFIO, MRP, UDSR) lui permet d'être élu.
Il siège alors au groupe radical, dont il devient le vice-président en 1955. Dans la palette complexe des nuances politiques existant au sein de ce groupe, il est plutôt du côté de l'aile droite : il vote ainsi pour la Loi Marie de 1951, qui est fortement combattue par les laïcs, et après avoir voté l'investiture de Mendès-France, vote pour la chute de son gouvernement, avant de soutenir Edgar Faure, président du conseil en 1955.
Pour l'essentiel son travail parlementaire concerne la question des transports. Il se prononce notamment en août 1954 pour l'obligation pour les constructeurs de doter les véhicules à moteur de silencieux non démontrables. Il est aussi rapporteur du projet de loi sur le statut des autoroutes.
De façon plus anecdotique, il proteste en avril 1952 contre l'usage d'appeler régime de « Vichy » (sa ville) le gouvernement collaborationniste de Philippe Pétain.
De nouveau tête de liste en 1956, il accuse un net recul électoral avec seulement 7,5 % des voix et ne retrouve pas son siège de député.
Par la suite, il rejoint l'aile droite du parti radical qui fait scission pour créer le Centre républicain. C'est sous cette étiquette qu'il tente, en vain, de revenir à l'assemblée nationale lors des élections de novembre 1958.
Il se consacre alors à son mandat de maire-adjoint de Vichy, qu'il exerce jusqu'en 1972, et à ses activités médicales.

## Détail des fonctions et des mandats
Mandat parlementaire
- 17 juin 1951 - 1er décembre 1955 : Député de l'Allier